# ستيوارد كويس
ستيوارد كويس (26 مارس 1987 بوست هارفستراو في الولايات المتحدة - ) هو لاعب كرة قدم أمريكي وهايتي في مركز حراسة المرمى. شارك مع منتخب هايتي لكرة القدم. أما مع النوادي، فقد لعب مع كولورادو رابيدز وCharlotte Eagles ‏ ونيربس كرافت ‏ وأتلانتا سيلفرباكس وMinnesota United FC (2010–2016) ‏.

## وصلات خارجية
- ستيوارد كويس على موقع الاتحاد الدولي (مؤرشف)  (الإنجليزية)
- ستيوارد كويس على موقع الدوري الأمريكي (الإنجليزية)
- ستيوارد كويس على موقع قاعدة بيانات كرة القدم.إي يو (الإنجليزية)
- ستيوارد كويس على موقع ناشيونال فوتبول تيمز (الإنجليزية)
- ستيوارد كويس على موقع Soccerway.com (الإنجليزية)
- ستيوارد كويس على موقع AS.com (الإسبانية)